# マット・ケリー
マシュー・ケリー、マット・ケリー（Matt  Kelly, Matthew Kelly,1970年4月1日 - ）は、イギリスのノーサンプトン州のベントリー出身のレーシングドライバー。

## 経歴
1998年からツーリングカーレースに参戦しており、1998年のMGFカップでシリーズ3位を獲得した。1999年からは、イギリスのナショナル・サルーンカップにBMW・320iで参戦した。2000年も引き続きナショナルカップに参戦しており、マシンを日産・プリメーラに変更したこの年はシリーズ2位を獲得した。またこの年はベルギーのツーリングカーレースでもある、ベルギー・プロカーに参戦しており、ホンダ・インテグラタイプRをドライブした。翌2001年には、イギリスツーリングカー選手権(BTCC)にステップアップし、以前アウディのワークスドライバーとしてBTCCで活躍した、ジョン・ビンストクリフが率いる、ビンストクリフ・モータースポーツから参戦した。またこの年はヨーロッパツーリングカー選手権にも参戦を開始し、チームメイトのトミー・ラスタットと共にスーパー・プロダクションクラスのプリメーラをドライブした。この年限りでレース活動を休止したが、2009年からはイギリスのポルシェ・カレラカップにて活躍している。